# Eleccions a l'Assemblea de Madrid de 2019
Les eleccions a l'Assemblea de Madrid de 2019 es van celebrar a la Comunitat de Madrid el diumenge, 26 de maig, d'acord amb el Decret de convocatòria realitzat l'1 d'abril de 2019 i publicat al Butlletí Oficial de la Comunitat de Madrid el dia 2 d'abril. Es va triar la composició de l'onzena legislatura del parlament regional. El territori de la comunitat autònoma de Madrid constitueix una circumscripció única per a les eleccions a la seva cambra legislativa, en la qual els escons es distribueixen mitjançant un repartiment proporcional emprant la fórmula D'Hondt, amb una barrera d'entrada al repartiment d'escons per a cada candidatura d'un mínim del 5% de vots vàlids.

## Resultats
El Partit Socialista Obrer Espanyol va obtenir 37 escons, el Partit Popular 30, Ciutadans-Partit de la Ciutadania 26, Més Madrid 20, Vox 12 i Unidas Podemos Izquierda Unida Madrid en Pie 7.
| Candidatura                                              | Candidatura                                                             | Vots      | %                     | Escons                |
| -------------------------------------------------------- | ----------------------------------------------------------------------- | --------- | --------------------- | --------------------- |
|                                                          | Partit Socialista Obrer Espanyol (PSOE)                                 | 884.218   | 2.731,00              | 37                    |
|                                                          | Partit Popular (PP)                                                     | 719.852   | 2.223,00              | 30                    |
|                                                          | Ciutadans-Partit de la Ciutadania (Cs)                                  | 629.940   | 1.946,00              | 26                    |
|                                                          | Més Madrid (Más Madrid)                                                 | 475.672   | 1.469,00              | 20                    |
|                                                          | Vox (Vox)                                                               | 287.667   | 888,00                | 12                    |
|                                                          | Unidas Podemos Izquierda Unida Madrid en Pie (Podemos-IU-Madrid en Pie) | 181.231   | 560,00                | 7                     |
| Partit Animalista Contra el Maltractament Animal (PACMA) | Partit Animalista Contra el Maltractament Animal (PACMA)                | 24.172    | 76,00                 | 0                     |
| Unió Progrés i Democràcia (UPyD)                         | Unió Progrés i Democràcia (UPyD)                                        | 4.690     | 13,00                 | 0                     |
| Per un Món Més Just (PUM+J)                              | Per un Món Més Just (PUM+J)                                             | 3.185     | 10,00                 | 0                     |
| Unió per Leganés (ULEG)                                  | Unió per Leganés (ULEG)                                                 | 3.685     | 9,00                  | 0                     |
| Partit Comunista dels Treballadors d'Espanya (PCTE)      | Partit Comunista dels Treballadors d'Espanya (PCTE)                     | 3.013     | 8,00                  | 0                     |
| Falange Espanyola de les JONS (FE de las JONS)           | Falange Espanyola de les JONS (FE de las JONS)                          | 2.585     | 7,00                  | 0                     |
| Partit Castellà-Terra Comunera (PCAS-TC)                 | Partit Castellà-Terra Comunera (PCAS-TC)                                | 2.404     | 6,00                  | 0                     |
| Partit Humanista (PH)                                    | Partit Humanista (PH)                                                   | 2.115     | 5,00                  | 0                     |
| Partit Llibertari (P-Lib)                                | Partit Llibertari (P-Lib)                                               | 1.916,000 | 4,00                  | 0                     |
| Vots en blanc                                            | Vots en blanc                                                           | 14.948    | 46,00                 | 0                     |
| Votos vàlids                                             | Votos vàlids                                                            | 3.231.677 | 100,00                | 132                   |
| Vots nuls                                                | Vots nuls                                                               | 13.488    | Participació: 64,27 % | Participació: 64,27 % |
| Votants                                                  | Votants                                                                 | 3.255.776 | Participació: 64,27 % | Participació: 64,27 % |
| Electors                                                 | Electors                                                                | 5.059.159 | Participació: 64,27 % | Participació: 64,27 % |

## Diputats escollits
| No. | Nom                                             | Llista | Llista                   |
| --- | ----------------------------------------------- | ------ | ------------------------ |
| 1   | Ángel Gabilondo Pujol                           |        | PSOE                     |
| 2   | Isabel Natividad Díaz Ayuso                     |        | PP                       |
| 3   | Ignacio Aguado Crespo                           |        | Cs                       |
| 4   | Íñigo Errejón Galván                            |        | Más Madrid               |
| 5   | Pilar Llop Cuenca                               |        | PSOE                     |
| 6   | David Pérez García                              |        | PP                       |
| 7   | César Zafra Hernández                           |        | Cs                       |
| 8   | José Manuel Rodríguez Uribes                    |        | PSOE                     |
| 9   | Rocío Monasterio San Martín                     |        | Vox                      |
| 10  | Ana Camins Martínez                             |        | PP                       |
| 11  | Clara Serra Sánchez                             |        | Más Madrid               |
| 12  | María Llanos Castellanos Garijo                 |        | PSOE                     |
| 13  | Esther Ruiz Fernández                           |        | Cs                       |
| 14  | Isabel Serra Sánchez                            |        | Podemos-IU-Madrid en Pie |
| 15  | María Eugenia Carballedo Berlanga               |        | PP                       |
| 16  | Juan Miguel Hernández de León                   |        | PSOE                     |
| 17  | Diego Figuera Álvarez                           |        | Más Madrid               |
| 18  | Javier Luengo Vicente                           |        | Cs                       |
| 19  | Pilar Sánchez Acera                             |        | PSOE                     |
| 20  | Pedro Manuel Rollán Ojeda                       |        | PP                       |
| 21  | José María Marco Tobarra                        |        | Vox                      |
| 22  | José Manuel Freire Campo                        |        | PSOE                     |
| 23  | Eva Bailén Fernández                            |        | Cs                       |
| 24  | Alfonso Carlos Serrano Sánchez-Capuchino        |        | PP                       |
| 25  | Alicia Gómez Benítez                            |        | Más Madrid               |
| 26  | María Carmen Barahona Prol                      |        | PSOE                     |
| 27  | Juan Trinidad Martos                            |        | Cs                       |
| 28  | Carlos Izquierdo Torres                         |        | PP                       |
| 29  | Borja Luis Cabezón Royo                         |        | PSOE                     |
| 30  | Jorge Arturo Cutillas Cordón                    |        | Vox                      |
| 31  | Héctor Tejero Franco                            |        | Más Madrid               |
| 32  | Soledad Sánchez Maroto                          |        | Podemos-IU-Madrid en Pie |
| 33  | María Yolanda Ibarrola de la Fuente             |        | PP                       |
| 34  | Araceli Gómez García                            |        | Cs                       |
| 35  | Purificación Causapié Lopesino                  |        | PSOE                     |
| 36  | Francisco Tomás-Valiente Lanuza                 |        | PSOE                     |
| 37  | Alicia Sánchez-Camacho Pérez                    |        | PP                       |
| 38  | Tania Sánchez Melero                            |        | Más Madrid               |
| 39  | Luis Pacheco Torres                             |        | Cs                       |
| 40  | Lorena Morales Porro                            |        | PSOE                     |
| 41  | David Erguido Cano                              |        | PP                       |
| 42  | Ana María Cuartero Lorenzo                      |        | Vox                      |
| 43  | Alberto Reyero Zubiri                           |        | Cs                       |
| 44  | Enrique Rico García Hierro                      |        | PSOE                     |
| 45  | Alejandro Sánchez Pérez                         |        | Más Madrid               |
| 46  | Enrique Matías Ossorio Crespo                   |        | PP                       |
| 47  | Matilde Isabel Díaz Ojeda                       |        | PSOE                     |
| 48  | Carlota Santiago Camacho                        |        | Cs                       |
| 49  | Beatriz Gimeno Reinoso                          |        | Podemos-IU-Madrid en Pie |
| 50  | María Paloma Adrados Gautier                    |        | PP                       |
| 51  | Alodia Pérez Muñoz                              |        | Más Madrid               |
| 52  | Juan José Moreno Navarro                        |        | PSOE                     |
| 53  | Íñigo Henríquez de Luna Losada                  |        | Vox                      |
| 54  | Enrique Veloso Lozano                           |        | Cs                       |
| 55  | Cristina González Álvarez                       |        | PSOE                     |
| 56  | Daniel Portero de la Torre                      |        | PP                       |
| 57  | Pablo Gómez Perpinyà                            |        | Más Madrid               |
| 58  | Ana Isabel García García                        |        | Cs                       |
| 59  | José Luis García Sánchez                        |        | PSOE                     |
| 60  | Regina Otaola Muguerza                          |        | PP                       |
| 61  | Isabel Aymerich D'Olhaberriague                 |        | PSOE                     |
| 62  | Ángel Garrido García                            |        | Cs                       |
| 63  | Diego Sanjuanbenito Bonal                       |        | PP                       |
| 64  | Mariano Calabuig Martínez                       |        | Vox                      |
| 65  | Mónica García Gómez                             |        | Más Madrid               |
| 66  | José Carmelo Cepeda García de León              |        | PSOE                     |
| 67  | Jacinto Morano González                         |        | Podemos-IU-Madrid en Pie |
| 68  | Jaime Miguel de los Santos González             |        | PP                       |
| 69  | Tamara Pardo Blázquez                           |        | Cs                       |
| 70  | Hana Jalloul Muro                               |        | PSOE                     |
| 71  | Jorge Moruno Danzi                              |        | Más Madrid               |
| 72  | Almudena Negro Konrad                           |        | PP                       |
| 73  | Fernando Fernández Lara                         |        | PSOE                     |
| 74  | Tomás Marcos Arias                              |        | Cs                       |
| 75  | Alicia Verónica Rubio Calle                     |        | Vox                      |
| 76  | Sonia Conejero Palero                           |        | PSOE                     |
| 77  | Pedro Muñoz Abrines                             |        | PP                       |
| 78  | Jazmín Beirak Ulanosky                          |        | Más Madrid               |
| 79  | Sergio Brabezo Carballo                         |        | Cs                       |
| 80  | Miguel Luis Arranz Sánchez                      |        | PSOE                     |
| 81  | María Carmen Castell Díaz                       |        | PP                       |
| 82  | Emy Fernández-Luna Abellán                      |        | Cs                       |
| 83  | María Encarnación Moya Nieto                    |        | PSOE                     |
| 84  | Eduardo Fernández Rubiño                        |        | Más Madrid               |
| 85  | Francisco Javier Cañadas Martín                 |        | Podemos-IU-Madrid en Pie |
| 86  | Eduardo Raboso García-Baquero                   |        | PP                       |
| 87  | Pablo Gutiérrez de Cabiedes Hidalgo de Caviedes |        | Vox                      |
| 88  | Javier Guardiola Arévalo                        |        | PSOE                     |
| 89  | Roberto Núñez Sánchez                           |        | Cs                       |
| 90  | Jorge Rodrigo Domínguez                         |        | PP                       |
| 91  | María Carmen Mena Romero                        |        | PSOE                     |
| 92  | María Pastor Valdés                             |        | Más Madrid               |
| 93  | Miguel Díaz Martín                              |        | Cs                       |
| 94  | Modesto Nolla Estrada                           |        | PSOE                     |
| 95  | María Nadia Álvarez Padilla                     |        | PP                       |
| 96  | María Yobana Carril Antelo                      |        | Vox                      |
| 97  | Emilio Delgado Orgaz                            |        | Más Madrid               |
| 98  | Marta Bernardo Llorente                         |        | PSOE                     |
| 99  | Marta Marbán de Frutos                          |        | Cs                       |
| 100 | Álvaro Moraga Valiente                          |        | PP                       |
| 101 | Agustín Vinagre Alcázar                         |        | PSOE                     |
| 102 | Vanessa Lillo Gómez                             |        | Podemos-IU-Madrid en Pie |
| 103 | José María Arribas del Barrio                   |        | PP                       |
| 104 | Juan Rubio Ruiz                                 |        | Cs                       |
| 105 | María Acín Carrera                              |        | Más Madrid               |
| 106 | María Carmen López Ruiz                         |        | PSOE                     |
| 107 | María Yolanda Estrada Madrid                    |        | PP                       |
| 108 | Javier Pérez Gallardo                           |        | Vox                      |
| 109 | Victoria Alonso Márquez                         |        | Cs                       |
| 110 | Diego Cruz Torrijos                             |        | PSOE                     |
| 111 | Hugo Martínez Abarca                            |        | Más Madrid               |
| 112 | María Luisa Mercado Merino                      |        | PSOE                     |
| 113 | Carlos Díaz-Pache Gosende                       |        | PP                       |
| 114 | Ricardo Megías Morales                          |        | Cs                       |
| 115 | Rafael Gómez Montoya                            |        | PSOE                     |
| 116 | Rocío Albert López                              |        | PP                       |
| 117 | Clara Ramas San Miguel                          |        | Más Madrid               |
| 118 | Roberto Hernández Blázquez                      |        | Cs                       |
| 119 | Jaime María de Berenguer de Santiago            |        | Vox                      |
| 120 | Carla Delgado Gómez                             |        | PSOE                     |
| 121 | Carolina Alonso Alonso                          |        | Podemos-IU-Madrid en Pie |
| 122 | José Enrique Núñez Guijarro                     |        | PP                       |
| 123 | Nicolás Rodríguez García                        |        | PSOE                     |
| 124 | Pilar Liébana Soto                              |        | Cs                       |
| 125 | Santiago Eduardo Gutiérrez Benito               |        | Más Madrid               |
| 126 | María Dolores Navarro Ruiz                      |        | PP                       |
| 127 | Macarena Elvira Rubio                           |        | PSOE                     |
| 128 | Ana Rodríguez Durán                             |        | Cs                       |
| 129 | José Antonio Sánchez Serrano                    |        | PP                       |
| 130 | José Ángel Gómez Chamorro Torres                |        | PSOE                     |
| 131 | Gador Pilar Joya Verde                          |        | Vox                      |
| 132 | Raquel Huerta Bravo                             |        | Más Madrid               |